# Chavany Willis
Chavany Shaunjay Willis (Kingston, 17 settembre 1997) è un calciatore giamaicano, attaccante dell'Arnett Gardens.

## Carriera

### Club
Ha giocato nella massima serie giamaicana.

### Nazionale
Nel 2019 ha esordito in nazionale.

## Statistiche

### Cronologia presenze e reti in nazionale
| Cronologia completa delle presenze e delle reti in nazionale ― Giamaica | Cronologia completa delle presenze e delle reti in nazionale ― Giamaica | Cronologia completa delle presenze e delle reti in nazionale ― Giamaica | Cronologia completa delle presenze e delle reti in nazionale ― Giamaica | Cronologia completa delle presenze e delle reti in nazionale ― Giamaica | Cronologia completa delle presenze e delle reti in nazionale ― Giamaica | Cronologia completa delle presenze e delle reti in nazionale ― Giamaica | Cronologia completa delle presenze e delle reti in nazionale ― Giamaica |
| Data                                                                    | Città                                                                   | In casa                                                                 | Risultato                                                               | Ospiti                                                                  | Competizione                                                            | Reti                                                                    | Note                                                                    |
| ----------------------------------------------------------------------- | ----------------------------------------------------------------------- | ----------------------------------------------------------------------- | ----------------------------------------------------------------------- | ----------------------------------------------------------------------- | ----------------------------------------------------------------------- | ----------------------------------------------------------------------- | ----------------------------------------------------------------------- |
| 6-9-2019                                                                | Montego Bay                                                             | Giamaica                                                                | 6 – 0                                                                   | Antigua e Barbuda                                                       | CONCACAF Nations League 2019-2020 - Fase a gironi                       | -                                                                       | 61’                                                                     |
| 9-9-2019                                                                | Leonora                                                                 | Guyana                                                                  | 0 – 4                                                                   | Giamaica                                                                | CONCACAF Nations League 2019-2020 - Fase a gironi                       | -                                                                       |                                                                         |
| 15-10-2019                                                              | Willemstad                                                              | Aruba                                                                   | 0 – 6                                                                   | Giamaica                                                                | CONCACAF Nations League 2019-2020 - Fase a gironi                       | 1                                                                       |                                                                         |
| 15-11-2019                                                              | North Sound                                                             | Antigua e Barbuda                                                       | 0 – 2                                                                   | Giamaica                                                                | CONCACAF Nations League 2019-2020 - Fase a gironi                       | 1                                                                       |                                                                         |
| 18-11-2019                                                              | Montego Bay                                                             | Giamaica                                                                | 1 – 1                                                                   | Guyana                                                                  | CONCACAF Nations League 2019-2020 - Fase a gironi                       | -                                                                       |                                                                         |
| Totale                                                                  |                                                                         | Presenze                                                                | 5                                                                       |                                                                         | Reti                                                                    | 2                                                                       |                                                                         |

## Palmarès

### Club

#### Competizioni nazionali
- Campionato giamaicano: 1

Portmore Utd: 2017-2018